# Zaibatsu

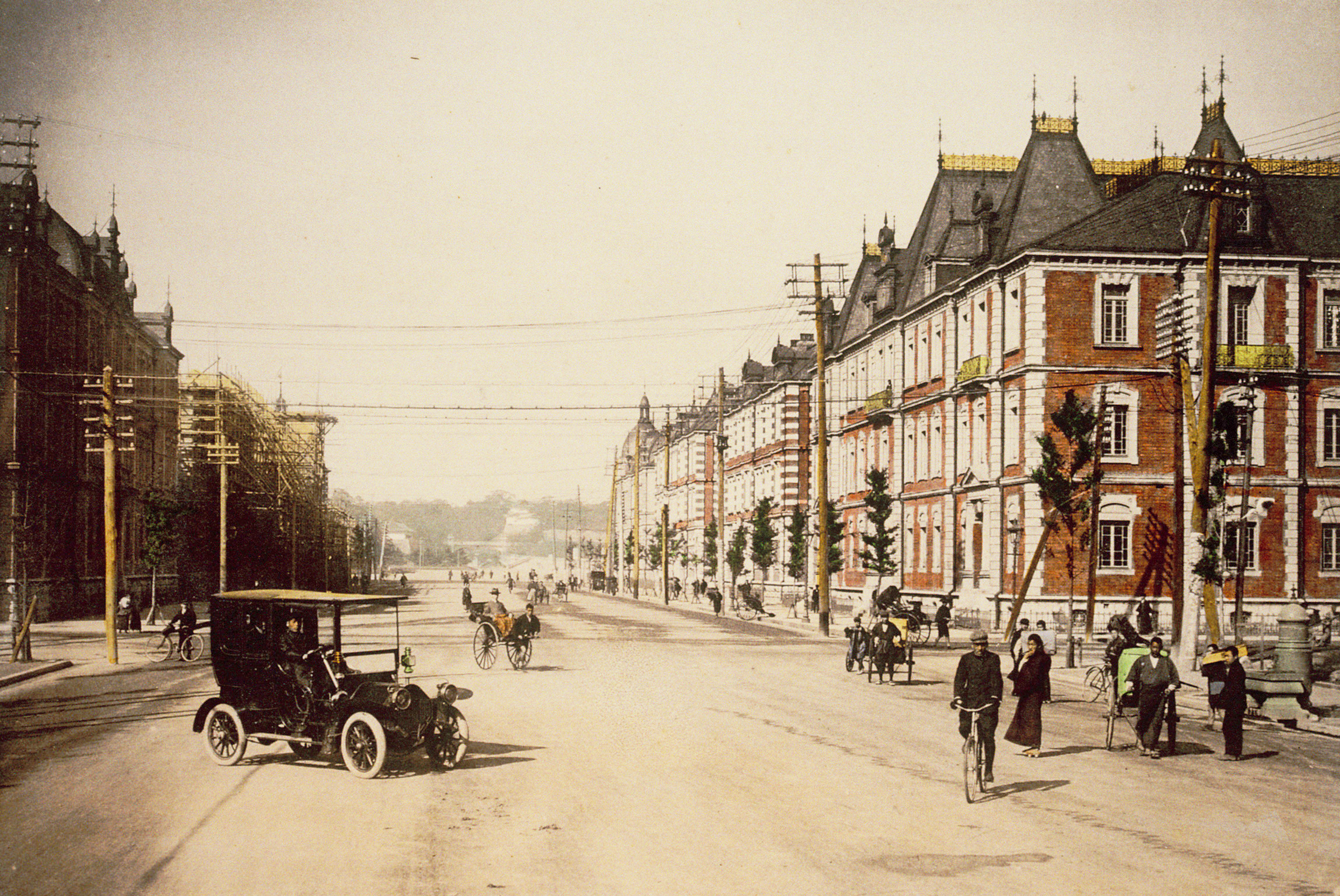
Các trụ sở ở Marunouchi của zaibatsu Mitsubishi trước 1923.

Zaibatsu (財閥 (Tài phiệt)) là một từ tiếng Nhật dùng để chỉ các tập đoàn kinh doanh tài chính và công nghiệp ở Đế quốc Nhật. Sức ảnh hưởng và tầm vóc của các zaibatsu cho phép chúng kiểm soát các phần quan trọng của nền kinh tế Nhật Bản từ thời Minh Trị cho đến khi kết thúc chiến tranh thế giới thứ hai.

## Thuật ngữ
Dù rằng từ zaibatsu đã xuất hiện từ thế kỷ 19, thuật ngữ này không thường được sử dụng cho đến sau thế chiến thứ nhất. Theo định nghĩa, "zaibatsu" là các tập đoàn độc quyền gia đình trị gồm một công ty mẹ đứng đầu và một vài công ty con chi phối những mảng quan trọng của thị trường một cách đơn lẻ hoặc thông qua nhiều công ty con dưới nó.

## Ý nghĩa
Zaibatsu đóng một vai trò cực kỳ quan trọng của các hoạt động kinh tế và công nghiệp trong lòng đế quốc Nhật và có ảnh hưởng lớn đến những chính sách đối nội và đối ngoại của Nhật. Chính đảng Rikken Seiyūkai được coi là phần mở rộng của tập đoàn Mitsui, tập đoàn này cũng có mối quan hệ cực kỳ gần gũi với Lục quân Đế quốc Nhật Bản. Tương tự, đảng Rikken Minseitō có liên hệ với tập đoàn Mitsubishi cũng như với Hải quân Đế quốc Nhật Bản. Trước khi nổ ra thế chiến thứ hai, chỉ riêng tứ đại zaibatsu đã nắm giữ trên 30% ngành công nghiệp khai khoáng, hóa chất và kim loại của Nhật Bản và kiểm soát gần 50% thị trường thiết bị và máy móc, phần lớn đội thương thuyền viễn dương và 60% lượng giao dịch chứng khoán.

## Lịch sử và phát triển

### Tứ đại
Tứ đại tài phiệt (四大財閥 shidai zaibatsu) theo thứ tự thời gian thành lập lần lượt là Sumitomo, Mitsui, Mitsubishi và Yasuda, đây là những zaibatsu lớn mạnh nhất. Hai trong số đó, Sumitomo và Mitsui, đã bắt rễ từ thời Edo, trong khi Mitsubishi và Yasuda khởi phát từ cuộc cải cách Minh Trị. Kể từ Minh Trị cho đến Chiêu Hòa, chính phủ thường mượn sức mạnh tài chính và sự thông thạo nhạy bén của họ cho nhiều việc khác nhau, bao gồm thu thuế, trưng thu quân sự và ngoại thương.

## Cáczaibatsu
| Tứ đại - Mitsubishi (三菱財閥) - Mitsui (三井財閥) - Sumitomo (住友財閥) - Yasuda (安田財閥) | Zaibatsu cấp hai - Asano (浅野財閥) - Fujita (藤田財閥) - Furukawa (古河財閥) - Mori (森コンツェルン) - Kawasaki (川崎財閥) - Nakajima (中島飛行機) - Nitchitsu (日窒コンツェルン) | - Nissan (日産コンツェルン) - Nisso (日曹コンツェルン) - Nomura (野村財閥) - Okura (大倉財閥) - Riken (理研コンツェルン) - Shibusawa (渋沢財閥) | Zaibatsu đã phá sản - Suzuki shoten (鈴木商店) |